# Modrokamenské úboče
Modrokamenské úboče je geomorfologický podcelek Krupinské planiny. 

## Vymezení
Podcelek zabírá jižní a východní část Krupinské planiny a v rámci celku sousedí na severu s Dačolomskou planinou a na západě s Bzovickou pahorkatinou. Jižním směrem navazuje Ipeľská kotlina (podcelek Jihoslovenské kotliny), východním směrem leží Ostrôžky a na severovýchodě Javorianska hornatina, podcelek Javoří.

## Chráněná území
Z maloplošných území tady leží:
- Čabraď – přírodní rezervace
- Cerinský potok – chráněný areál
- Modrokamenská lesostep – přírodní rezervace[2]

## Doprava
Územím vede silnice I/75 (Nové Zámky – Lučenec), ze severu zase silnice II/527 (Zvolen – Veľký Krtíš).